# Portell de Morella
Portell de Morella település Spanyolországban, Castellón tartományban. Portell de Morella Castellfort, Cinctorres, La Mata de Morella, Villafranca del Cid, La Iglesuela del Cid, Cantavieja, Mirambel és La Cuba községekkel határos. Lakosainak száma 155 fő (2024).

## Népesség
A település népessége az elmúlt években az alábbi módon változott:
| Lakosok száma | 263  | 252  | 254  | 254  | 235  | 222  | 200  | 197  | 181  | 155  |
|               | 2001 | 2004 | 2006 | 2009 | 2011 | 2014 | 2016 | 2019 | 2021 | 2024 |